# Sidney Swann
Sidney Ernest Swann (24 de junio de 1890-19 de septiembre de 1976) fue un deportista británico que compitió en remo.
Participó en dos Juegos Olímpicos de Verano en los años 1912 y 1920, obteniendo dos medallas, oro en Estocolmo 1912 y plata en Amberes 1920.

## Palmarés internacional
| Juegos Olímpicos | Juegos Olímpicos   | Juegos Olímpicos | Juegos Olímpicos |
| Año              | Lugar              | Medalla          | Prueba           |
| ---------------- | ------------------ | ---------------- | ---------------- |
| 1912             | Estocolmo (Suecia) | Medalla de oro   | Ocho con timonel |
| 1920             | Amberes (Bélgica)  | Medalla de plata | Ocho con timonel |